# Visão para a exploração do espaço
Visão para a exploração do espaço era um programa de exploração espacial estadunidense apresentado em 14 de Janeiro de 2004 pelo presidente George W. Bush. Era uma resposta ao desastre ocorrido com o ônibus espacial Columbia, ocorrido em 1º de fevereiro de 2003, e era uma maneira de entusiasmar o público sobre a exploração espacial.
O projeto incluía:
- Concluir a montagem da Estação Espacial Internacional até 2010
- Aposentar os ônibus espaciais até 2010
- Concluir o projeto Orion até 2008 e conduzir missões de exploração humana a partir de 2014
- Explorar a Lua com sondas a partir de 2008 e com humanos até/a partir de 2020
- Explorar Marte com robôs e com humanos

## Fim do Programa
Contudo, em 1º de fevereiro de 2010, a administração Obama apresentou a proposta de orçamento para o ano de 2011, no qual desiste do programa Constellation. Cancelando os fundos para este programa e defendendo a participação da iniciativa privada na criação de naves espaciais para o transporte de astronautas para a órbita terrestre baixa.